# Limite di Armstrong

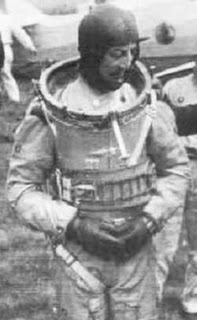
Il pilota Mario Pezzi nel 1937 mentre utilizza una tuta pressurizzata per evitare l'ipossia

Il limite di Armstrong è l'altitudine a cui la pressione atmosferica è così bassa (0,0618 atmosfere) che l'acqua può bollire alla temperatura normale del corpo umano: 37 °C. Porta il nome di Harry George Armstrong, fondatore del Dipartimento di Medicina Spaziale della United States Air Force (O.S. Air Force’s Department of Space Medicine) nel 1947, nella Base Randolph Field, in Texas. Armstrong fu il primo a riconoscere questo fenomeno, che si verifica a un'altitudine a cui un essere umano non può sopravvivere in ambiente non pressurizzato. L'altezza è stata stabilita tra i 62 000 e i 63 500 piedi (18 900-19 350 metri).